# 오픈 소스의 정의
"오픈 소스의 정의"(The Open Source Definition)는 오픈 소스 이니셔티브가 소프트웨어 라이선스가 오픈 소스 인증 마크를 붙일 수 있는지 결정하기 위해 발행한 문서이다.
이 정의는 데비안 자유 소프트웨어 가이드라인에 기반을 두고 주로 브루스 페렌스(Bruce Perens)에 의해 작성 및 개작되었다.

## 자유 소프트웨어의 정의 VS 오픈 소스의 정의
자유 소프트웨어 운동과 오픈 소스 운동 간의 근본적인 철학적 차이에도 불구하고 자유 소프트웨어 재단의 자유 소프트웨어에 대한 공식 정의와 오픈 소스 이니셔티브의 오픈 소스 소프트웨어에 대한 정의는 몇 사지 사소한 예외는 있지만, 기본적으로 같은 소프트웨어 라이선스들을 언급한다. 철학적 차이를 강조하면서 자유 소프트웨어 재단은 다음과 같은 의견을 개진했다.
어떤 사람들은 자유 소프트웨어와 거의 같은 부류를 나타내고자 용어 “오픈 소스” 소프트웨어를 사용한다. 오픈 소스 소프트웨어는 자유 소프트웨어와 정확히 같은 종류의 소프트웨어는 아니다. 오픈 소스 소프트웨어는 우리가 너무 제한적이라고 여기는 라이선스를 받아들이기도 하며, 그들이 인정하지 않는 자유 소프트웨어 라이선스가 존재하기도 한다. 하지만 부류의 범위에 대한 차이는 작다. 거의 모든 자유 소프트웨어는 오픈 소스이고, 거의 모든 오픈 소스 소프트웨어는 자유이다.
— 자유 소프트웨어 재단, https://www.gnu.org/philosophy/categories.html

## 같이 보기
- 자유 소프트웨어의 정의